# Prokletý rok
Prokletý rok (anglicky The Grace Year) je young adult, dystopická fantasy kniha americké autorky Kim Liggettové vydaná v roce 2019 nakladatelstvím Wednesday books, české vydání vyšlo v nakladatelství CooBoo v roce 2020, s dotiskem v roce 2022.
Kniha Prokletý rok vypráví příběh o světě, který svým misogynním přístupem odebírá ženám jakákoliv práva a možnosti svobodného života. Hlavní hrdinka knihy se tak během svého Prokletého roku staví tváří v tvář všemu, v čem byla vychována a snaží se zjistit pravdu nejen o sobě samé, ale o všech ženách a dívkách, které si svým Prokletým rokem buď již prošly, nebo je teprve čeká.
Samotná kniha je rozdělena do pěti částí, z nichž čtyři jsou pojmenovány po ročních obdobích, ve kterých se kniha odehrává. Pátá část knihy nese název Návrat, která, jak je již z názvu části patrné, pojednává o návratu dívek Prokletého roku domů.

## Děj
Kniha je svým dějem zasazená do prostředí obce Garner, která se řídí svými specifickými pravidly a zvyky. Ženy jsou v této obci považovány za nebezpečná stvoření, která svou magií kdysi zničila svět. Oproti tomu muži jsou hlavními tvůrci a zřizovateli pořádku, který především zajišťuje to, aby ženy byly stále pod dohledem a nemohly se proti vedoucím mužům spolčit a zahubit je svou magií.
Z toho důvodu jsou všechny dívky z obce ve svém 16. roce života, v tkzv. Prokletém roce, kdy je údajně jejich magie nejsilnější, posílány na blízký ostrov, kde jsou po 12 úplňků nuceny přežít a zbavit se své magie, která by jinak mohla ohrozit vše, co obec dlouhá léta budovala.
Hlavní hrdinka Tierney si však nemyslí, že má ať už ona, nebo jakákoliv jiná dívka či žena magii. Je přesvědčená, že se pouze muži snaží všechny ženy zlomit, poštvat proti sobě navzájem a udržet si tak svou vládu.
Když je potom sama ve svém Prokletém roce se svými vrstevnicemi poslána bojovat o vlastní život a zbavit se své magie, postupně zjišťuje, proč se dívky po svém Prokletém roce vracejí zubožené, zraněné, zkrotlé a proč se případně nevracejí vůbec. Zjišťuje, že jejich smrt nezpůsobují pouze pytláci, kteří na ně čekají v lesích, kde je zabíjí a posílají zpět do obce naložené po částech v lahvičkách, ale že si svá zranění a smrt přinášejí častokrát pod vlivem své „magie“ dívky navzájem.
V průběhu roku se Tierney setká se zradou, šílenstvím, bolestí, přijde o většinu svalů ve svém rameni, několikrát se pohybuje na hraně se smrtí, zamiluje se a nosí tajemství pod svým srdcem, které poté všem v obci po svém Prokletém roce prozradí a čelí tak svému upálení. Zároveň však alespoň částečně s pomocí přeživších dívek změní průběh Prokletého roku pro další generace a zjistí, že nejen ona, ale i jiné ženy z obce nejsou úplně spokojené s přístupem mužů a snaží se potichu a pomalu o změnu.

## Přijetí díla
Kniha prokletý rok byla, dle dostupných informací, přijata velmi pozitivně.
Jedná se o knihu, která zobrazuje svět vedený náboženskou vírou, místy plnými prvky kultu, ve které se čtenář snadno ponoří do hlubší problematiky, jež je propojena s reálným světem kolem nás. Celá kniha je psána s feministickým nádechem, kdy si hlavní hrdinka Tierney uvědomuje problematiku přiřazení práv pouze na základě pohlaví a ničeho jiného. Hlavní hrdinka zároveň není psána jako klasická postava hrdiny, který všechny svým samostatným rozhodováním zachrání, ba naopak je dle theyoungfolks.com morálně šedým charakterem („gray character“), který je specifický tím, že je schopný udělat něco morálně špatného, aby udělal ve výsledku něco dobrého pro jiné.
Meagan, autorka článku na theyoungfolks.com, dále zmiňuje, že jí na této knize kromě témat feminismu a vlivu společnosti na jedince, vtáhla do děje reálnost všech hrdinů, tedy jejich popis, který je vyobrazuje více než realisticky. Dále také zmiňuje až reálné vyobrazení ženských vztahů, které jsou plné nenávisti.
Web tennlibrariantoolbox.com popisuje, jak reálně Kim Liggettová znázorňuje ovlivnění jedince, či dokonce skupiny, náboženstvím, tradicemi, zákony a cenzurou. S tímto názorem souhlasí Celia Williams ve svém článku v thetalcomaledger.com, která poukazuje na vykreslení důvodů, kvůli kterým má mnoho lidí problém s náboženstvím a to už z jakéhokoliv důvodu.
Kate Quealy-Gainer v recenzi pro Bulletin of the Center for Children's Books uvádí, že kniha přeskakuje některé znepokojivé okolnosti hrdinčina milostného vztahu, zakončení je však podle ní „omračujícím způsobem dojemné“.
The Nerd Daily přisuzuje knize Prokletý rok její jedinečnost také díky použité symbolice a květomluvě, která se prolíná skrz děj knihy, a která zároveň pro pozorného čtenáře dopředu naznačuje, co se v knize odehraje dál. Článek také vyzdvihuje zvraty v knize, kterých nebylo málo a to především v její poslední třetině, která dává čtenáři pocit, že správně předpověděl další děj knihy, i když tomu je nakonec úplně jinak.
Většina webů se však shoduje na jednom, a to na feministickém nádechu celé knihy, který ji natolik odlišuje od celé řady jiných knih s dystopickou tematikou. Většina článků také zmiňuje až grafické (názorné) popisy scén, které autory poněkud překvapily svou podrobností.
Přečtení knihy Prokletý rok je doporučováno čtenářům, kteří jsou fanoušky jiných knih, například Příběh služebnice, Hunger Games, nebo Vox.

## Adaptace
Kniha Prokletý rok zatím nemá žádné vydané adaptace, přestože lze dohledat informace o jejím začínajícím filmování již z roku 2019, a tudíž před samotným vydáním knihy. Filmovou adaptaci knihy by měla režírovat Elizabeth Banksová pod filmovým studiem Universal Pictures.